# BOYS LOVE
『BOYS LOVE』（ボーイズ・ラブ）は、2006年11月24日発売のDVD作品。
異性愛者の視点で描かれた同性愛の物語。

## ストーリー
平凡な雑誌編集者間宮諦信（小谷嘉一）は、現役高校生の人気モデル如月のえる（斎藤工）を取材する。人見知りの激しいのえるは、間宮が海と少年の絵に関心を示したことから、間宮を食事に誘う。しかし、のえるは行きずりの男性に身体を許す同性愛者で、間宮に対しても同じように身体を求め・・・。
一方、のえるを密かに慕う幼なじみの古村千鳥（松本寛也）は、のえると親密になる間宮に対して、良からぬ感情を抱き…。

## キャスト
- 間宮諦信（まみや たいしん）…小谷嘉一
- 如月のえる（きさらぎ のえる）…斎藤工
- 古村千鳥（ふるむら ちどり）…松本寛也
- のえるの事務所「キャラメルマキアート」社長…谷口賢志

## スタッフ
- 監督・撮影：寺内康太郎
- 脚本：寺内康太郎、カロルコ、妹尾紗姫
- プロデューサー：大橋孝史
- 製作会社：トルネード・フィルム

## 映画
2007年、舞台を全寮制高校に移し、新たに『BOYS LOVE 劇場版』が公開された。

## 舞台
2008年、舞台版『BOYS LOVE Stage.』が池袋グリーンシアターで上演された。主演は皆川佑馬、松本寛也。
　